# NGC 704
NGC 704 (другие обозначения — UGC 1343, MCG 6-5-28, ZWG 522.34, 5ZW 134, PGC 6953) — галактика в созвездии Андромеда.
Этот объект входит в число перечисленных в оригинальной редакции «Нового общего каталога».
Галактика имеет спутник — NGC 704B.
Галактика NGC 704 входит в состав группы галактик NGC 669. Помимо NGC 704 в группу также входят ещё 34 галактик.